# Травневое (Александрийский район)
Травневое (укр. Травневе; до 2016 г. — Пролета́рское) — село в Попельнастовской сельской общине Александрийского района Кировоградской области Украины.
Население по переписи 2001 года составляло 380 человек. Почтовый индекс — 28061. Телефонный код — 5235. Код КОАТУУ — 3520385901.